# イラストレーター

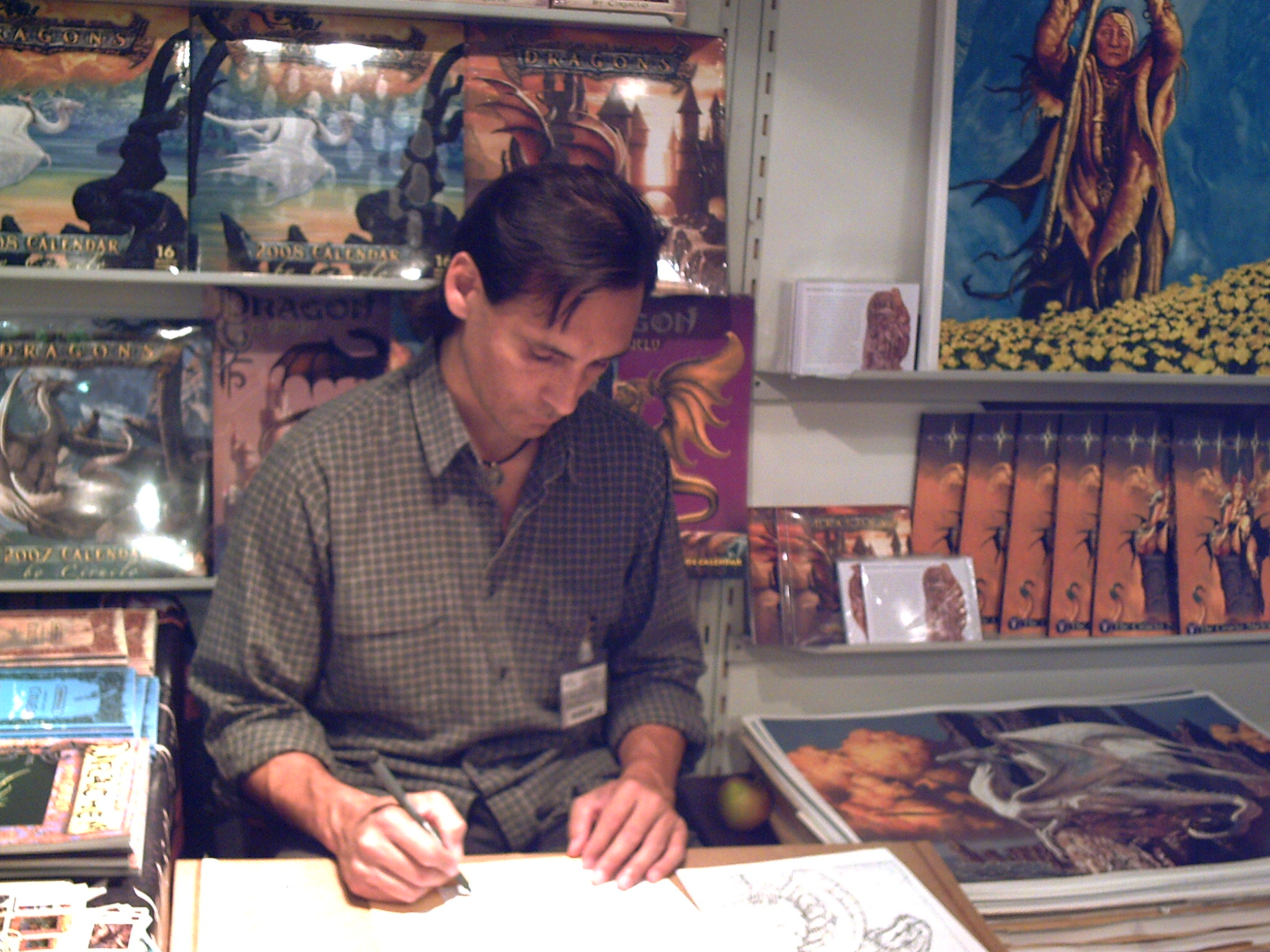
フランクフルト・ブックフェアでイラストを描くイラストレーター（シルエロ・カブラル）

イラストレーター（英: Illustrator）とは、情報や概念の視覚化、図解、娯楽化など、何らかのコミュニケーションを主目的とした絵＝イラストレーション（イラスト）を描くことを生業としている人のこと。挿絵、表紙、絵本、広告、パッケージ、ポスターなどを主な活動範囲とする。日本のポップカルチャーにおいては絵師と呼ぶこともある。

## 概要

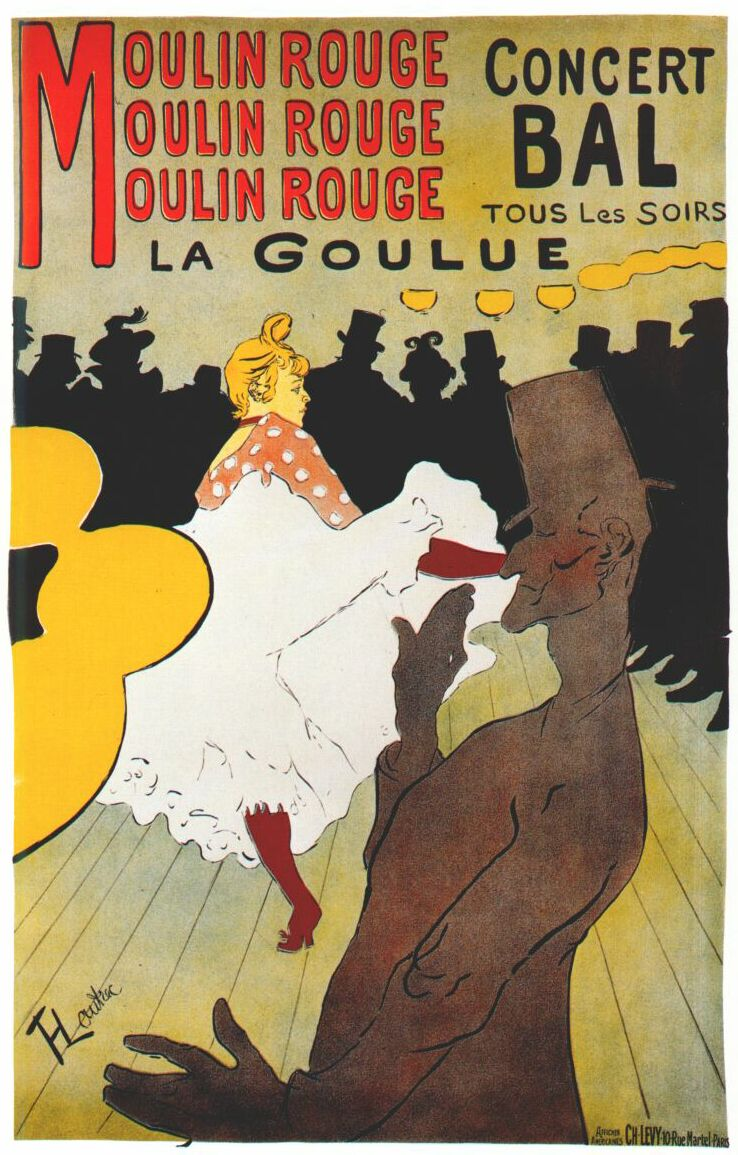
ロートレックのポスター

注文や要請に的確に応じる必要性のため、イラストレーターには画力やセンスのみならず、対象事物への理解力や専門知識も求められる。このため、科学、医療、料理、ファンタジー、ファッションなどの専門イラストレーター、工業デザイン、インフォグラフィック、コンセプトアート、キャラクターデザインを得意とするイラストレーター、あるいはパステル、エアブラシ、コンピュータグラフィックスを用いるイラストレーターなどのように、細分化された専門分野が存在する。

## 画家とイラストレーター

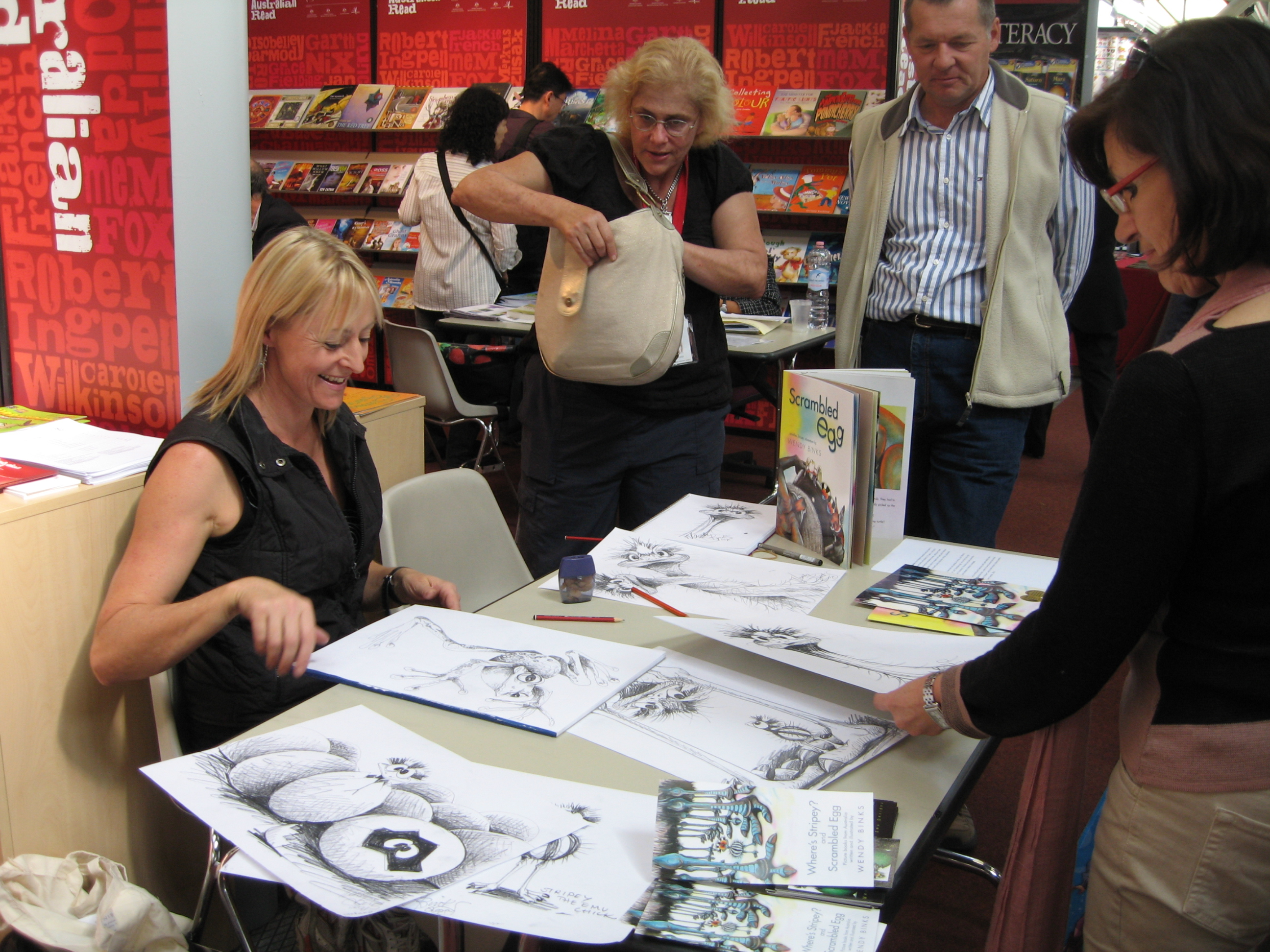
ボローニャ国際児童図書展で展示を行うイラストレーター・絵本作家（Wendy Binks）

（絵画や漫画などに対する）イラストレーションの定義と同様、イラストレーターの定義にも曖昧さが残る。
画家が自らの創作意欲に基づいて独自の色合いや筆使いで絵画を描き、絵画を販売する職業であるのに対して、イラストレーターは商業的な用途などから目的となる事物やスケジュールを指定されて図絵を描き始める職業である点が異なる。例えば、書籍の表紙のために新しく絵を描き下ろす者は大抵イラストレーターと呼ばれる。専業のイラストレーターも多い一方、ポスターや商業デザインの分野ではグラフィックデザイナーが、日本の雑誌や小説のイラストでは漫画家・アニメーターが兼業していることも多い。アルフォンス・ミュシャはその仕事のどの部分を捉えるかにより画家ともグラフィックデザイナーともイラストレーターとも呼ばれる。今日ではイラストレーターも画集を出し、画家も表紙を描いたりするので両者の境界はますます曖昧となってきている。
イラストレーションを描くという意味において漫画家・キャラクターデザイナー・絵本作家・挿絵画家・工業デザイナー・ウェブデザイナーなどとの明確な区分は難しいが、例えば漫画にあっては原作が漫画家独自のものであれば創作意欲や独自性から扱いとしては漫画家になり、発案したキャラクターを用いた商品広告などの場合にはイラストレーターに準じた扱いになって対価も異なる。同様に絵本にあってはストーリーや図絵を一人で行う場合はイラストレーターとは呼ばず絵本作家となり、挿絵画家とは異なる位置付けになる。
イラストレーターはフリーランスが多く、画家と同じく認定資格もなく、1件毎に発注を受けることが多い職種のため、プロの定義も曖昧である。初期のイラストレーターの職業団体としては1902年2月1日にアメリカ合衆国で設立され、ハワード・パイルとその弟子のブランデーワイン派のイラストレーターたちが参加したソサエティ・オブ・イラストレーターズがあり、イラストレーターの地位を向上させた。

## 教育
欧米の美術大学ではイラストレーション専門の学科が開設されていることもあるが、日本国内ではイラストレーション科を持つ美術大学は存在せず、デザイン学科の中にコースが設けられている（京都嵯峨芸術大学など）、グラフィックデザインやインダストリアルデザインの専攻科などで学ぶこともできる。一方、専門学校ではイラストレーション科も存在する場合があり、より実践的な内容が教えられている。いずれにしても、そうした機関で教育を受けたからといって仕事が得られるとは限らない。編集者などへの売り込み、個展の開催、コンペティションへの応募、斡旋エージェントへの登録、Webサイトでの宣伝などを通し、自力で仕事を獲得する必要がある。

## イラストレーター一覧
- 日本のイラストレーター一覧
- イラストレーター一覧 - 日本以外のイラストレーター